# Vysšaja Liga 2016
In 2016 werd de 25ste editie Vysšaja Liga  gespeeld voor voetbalclubs uit Kirgizië. De competitie werd gespeeld van 11 maart tot 29 oktober. Alaj Oš werd kampioen.

## Eindstand
| Plaats | Club           | Wed. | W  | G | V  | Saldo | Ptn. |
| ------ | -------------- | ---- | -- | - | -- | ----- | ---- |
| 1.     | Alaj Oš        | 18   | 14 | 3 | 1  | 59:10 | 45   |
| 2.     | Dordoi Bisjkek | 18   | 13 | 4 | 1  | 52:18 | 43   |
| 3.     | Alga Bisjkek   | 18   | 12 | 3 | 3  | 37:20 | 39   |
| 4.     | Adbyš-Ata Kant | 18   | 6  | 4 | 8  | 28:23 | 22   |
| 5.     | FK Kara-Balta  | 18   | 4  | 2 | 12 | 30:59 | 14   |
| 6.     | Ala-Too Naryn  | 18   | 3  | 1 | 14 | 15:39 | 10   |
| 7.     | Aldijer Kuršab | 18   | 2  | 1 | 15 | 20:72 | 7    |

|  | Kampioen |

### Kampioen
| Vysšaja Liga 2016           |
| Kirgizië                    |
| --------------------------- |
| ALAJ OŠ Kampioen (3° titel) |